# 1TYM
1TYM (tiếng Hàn: 원타임; Romaja: won-taim, phát âm giống như từ One Time của tiếng Anh) là một nhóm nhạc hip hop Hàn Quốc trực thuộc công ty giải trí YG Entertainment. Nhóm có 4 thành viên bao gồm: Oh Jinhwan, Park Hong-jun (Teddy Park), Song Bae-kyung và Im Tae-bin (Danny).

## Lịch sử
Teddy và Danny lớn lên ở Los Angeles và tài năng của họ được phát hiện ở đó khi họ còn là một nhà sản xuất làm việc với Yang Hyun-suk. Sau khi thử giọng tại YG, họ người đã ký hợp đồng với YG Entertainment và chuyển đến Hàn Quốc Teddy, Danny và 2 rapper Jinhwan và Baekyoung đã debut với 1TYM năm 1998 với album, One Time for Your Mind. Đó là một trong những album bán chạy nhất trong năm và giành được một số giải thưởng lớn.

## Gián đoạn và tạm ngưng hoạt động
1TYM đã bị gián đoạn vào năm 2006 do Jin-hwan phải đi nghĩa vụ quân sự. Mặc dù họ chưa bao giờ chính thức tan rã nhưng họ đã không hoạt động như một nhóm kể từ đó. Buổi biểu diễn cuối cùng của họ là vào năm 2008, khi họ là khách mời cho concert "Stan Up" của Big Bang tại Nhật Bản.
Jin-hwan và Baek-kyung đều rời khỏi ngành giải trí kể từ khi kết hôn và bắt đầu xây dựng gia đình riêng của họ. Bài hát gần đây nhất đã xuất hiện trên Radio Star cùng với các ca sĩ thế hệ đầu tiên như Joon Park và Kim Tae-woo của G.o.d và Jun Jin của Shinhwa. Baek-kyung nói rằng anh và Jin-hwan là đối tác kinh doanh và điều hành một nhà hàng cùng nhau.

## Thành viên
| Danh sách các thành viên của 1TYM | Danh sách các thành viên của 1TYM | Danh sách các thành viên của 1TYM | Danh sách các thành viên của 1TYM | Danh sách các thành viên của 1TYM | Danh sách các thành viên của 1TYM | Danh sách các thành viên của 1TYM | Danh sách các thành viên của 1TYM |
| Nghệ danh                         | Nghệ danh                         | Tên khai sinh                     | Tên khai sinh                     | Tên khai sinh                     | Tên khai sinh                     | Ngày sinh                         | Vị trí                            |
| Latinh                            | Hangul                            | Latinh                            | Hangul                            | Hanja                             | Hán-Việt                          | Ngày sinh                         | Vị trí                            |
| --------------------------------- | --------------------------------- | --------------------------------- | --------------------------------- | --------------------------------- | --------------------------------- | --------------------------------- | --------------------------------- |
| Oh Jin-hwan                       | 오진환                            | Oh Jinhwan                        | 오진환                            | 吳溱桓                            | Ngô Trân Hoàn                     | 6 tháng 7, 1978                   | Rap                               |
| Teddy                             | 테디                              | Park Hong-jun                     | 박홍준                            | 朴洪俊                            | Phác Hồng Tuấn                    | 14 tháng 9, 1978                  | Rap                               |
| Song Baek-kyung                   | 송백경                            | Song Baek-kyung                   | 송백경                            | 宋栢京                            | Tống Bách Kinh                    | 12 tháng 4, 1979                  | Rap                               |
| Danny                             | 대니                              | Im Tae-bin                        | 임태빈                            | 任太斌                            | Nhậm Thái Bân                     | 6 tháng 5, 1980                   | Vocal                             |

## Danh sách đĩa hát

### Album phòng thu
| Tiêu đề                | Chi tiết album | Vị trí biểu đồ đỉnh | Doanh số        |
| Tiêu đề                | Chi tiết album | KOR                 | Doanh số        |
| ---------------------- | --- | ------------------- | --------------- |
| One Time For Your Mind | - Phát hành: 15 tháng 11 năm 1998 - Nhãn đĩa: YG Entertainment - Định dạng: CD, cassette Danh sách 1. 1TYM 2. 널 일으켜 (Get Up) 3. 탈출 (Escape) 4. Good Love 5. Falling In Love 6. 뭘 위한 세상인가 (What Is This World For) 7. My Life 8. Heaven 9. 나를 기다려 (Wait for Me) | 6                   | - KOR: 232,418+ |
| 2nd Round              | - Phát hành: 21 tháng 4 năm 2000 - Nhãn đĩa: YG Entertainment - Định dạng: CD, cassette Danh sách 1. 악 (Ack) 2. 흑과백 (Black and White) 3. Ready Or Not Yo! 4. 쾌지나 칭칭 (It Passes) 5. 구제불능 (Impossible Relief) 6. One Love 7. 21세가기란게 뭐야 (What Does 21st Century Mean) 8. 1TYMillenium 9. 향해가 (Headed That Way) 10. 너와나 우리 영원히 또 하나 (You and Me, Us Forever As One!) | 6                   | - KOR: 275,618+ |
| Third Time Fo Yo' Mind | - Phát hành: 13 tháng 12 năm 2001 - Nhãn đĩa: YG Entertainment - Định dạng: CD, cassette Danh sách 1. Nasty 2. Hello 3. 우와 (Wow) 4. Make it Last 5. 어젯밤 이야기 (Last Night Story) 6. Hip Hop Kids 7. 어머니 (Mother) 8. 버스 (Bus) 9. Sucka Busta | 12                  | - KOR: 128,924+ |
| Once N 4 All           | - Phát hành: 26 tháng 11 năm 2003 - Nhãn đĩa: YG Entertainment - Định dạng: CD, cassette Danh sách 1. Freeflo 2. Uh-oh 3. 떠나자 (Set It Off) 4. Hot 뜨거 5. Without You 6. Cry 7. Danny’s Interlude 8. Everyday and Night 9. Kiss Me 10. It’s Over 11. Teddy’s Interlude 12. Ok (feat. Perry & Lexy) 13. Put'Em Up | 4                   | - KOR: 110,348+ |
| One Way                | - Phát hành: 1 tháng 11 năm 2005 - Nhãn đĩa: YG Entertainment - Định dạng: CD, cassette Danh sách 1. One Way (Intro) 2. 니가 날 알어 (Do You Know Me?) 3. 어쩔겁니까 (What You Gunna Do?) 4. 몇 번이나 (How Many Times?) 5. The Instruction (Interlude) 6. 위험해 (Danger) 7. Summer Night (feat. Big Mama) 8. Can’t Let U Go 9. Take It Slow 10. Supa Funk 11. Get Them Hands Up 12. How It Go 13. Hippy To Da Happa (Outro) 14. 어쩔겁니까 (What You Gunna Do?) (YG Remix) 15. 니가 날 알어 (Do You Know Me?) (Instrumental) | 4                   | - KOR: 34,119+  |

## Giải thưởng

### KMTV Music Awards
| Năm  | Giải thưởng         |      | Kết quả   |
| ---- | ------------------- | ---- | --------- |
| 1998 | Best Hip Hop Artist | 1TYM | Đoạt giải |
| 2002 | Best Hip Hop Artist | 1TYM | Đoạt giải |

### Golden Disk Awards
| Năm  | Giải               | Đề cử | Kết quả   |
| ---- | ------------------ | ----- | --------- |
| 1998 | Rookie of the Year | 1TYM  | Đoạt giải |

### SBS Music Awards
| Năm  | Giải                | Đề cử | Kết quả   |
| ---- | ------------------- | ----- | --------- |
| 1998 | Rookie of the Year  | 1TYM  | Đoạt giải |
| 2000 | Best Hip Hop Artist | 1TYM  | Đoạt giải |
| 2002 | Best Hip Hop Artist | 1TYM  | Đoạt giải |